# Matt Czuchry
Matthew Charles Czuchry (Manchester (New Hampshire), 20 mei 1977) is een Amerikaanse acteur, die het bekendst is geworden door zijn rol als Logan Huntzberger in de televisieserie Gilmore Girls. Van 2009 tot en met 2016 speelde hij in de serie The Good Wife en vanaf 2018 tot en met 2023 speelde hij in de serie The Resident.

## Filmografie

### Televisie
- Biblioteca Nacional de España: XX5261545
- Bibliothèque nationale de France: cb16527472x (data)
- Gemeinsame Normdatei: 143916874
- International Standard Name Identifier: 0000 0001 2124 335X
- Library of Congress Control Number: no2007152366
- Nederlandse Thesaurus van Auteursnamen: 381191915
- Système universitaire de documentation: 174733593
- Virtual International Authority File: 24395623
- WorldCat: E39PBJxmB78hmwGrK9cmtxRdwC